# Зельцле, Бернгард Рудольфович
Бернгард Рудольфович Зельцле (28 ноября 1897, Петербург, Петербургская губерния, Российская империя — 28 октября 1942, Шурма, Уржумский район, Кировская область, РСФСР, СССР) — советский библиотечный деятель, педагог и специалист в области каталогизации.

## Биография
Родился в семье служащего.
В 1915 году окончил гимназию при римско-католической церкви Святой Екатерины в Петрограде, в том же году поступил на историко-филологический факультет ПетГУ, который окончил в 1920 году.
В том же году призван в Красную Армию в связи с Гражданской войной и направлен в качестве военного библиотекаря в одну из воинских частей, после демобилизации заведовал библиотекой Комвуза национальных меньшинств Запада с 1923 по 1931 год, одновременно с этим с 1928 по 1940 год работал в ГПБ. В 1925 году поступил на Высшие курсы библиотековедения при ГПБ, которые окончил в 1927 году.
В 1940 году избран на должность заместителя директора по научной работе там же. Во время Блокады Ленинграда уволен из ГПБ в связи с тем, что носил немецкую фамилию, и изгнан из Ленинграда в апреле 1942 года. Поселился в Шурме и с мая по октябрь 1942 года занимал должность директора районного дома культуры.
Погиб 28 ноября 1942 года в Шурме, похоронен там же.
Основные научные работы посвящены вопросам библиотечной архитектуры. Начал создание алфавитного каталога. Проводил работу по реорганизации системы каталогов в ГПБ.